# Das Geschenk des schwarzen Zauberers
Das Geschenk des schwarzen Zauberers (Originaltitel: russisch Подарок чёрного колдуна, Podarok tschornowo kolduna) ist ein sowjetischer Märchenfilm von Boris Ryzarew aus dem Jahr 1979.

## Handlung
In einem kleinen Dorf lebt die Witwe Matrjona. Sie wohnt in einer kleinen Hütte und pflegt ihren Gemüsegarten, in dem zwei Vogelscheuchen die Krähen fernhalten sollen, jedoch kaum Erfolg haben. Matrjona klagt über den zerfressenen Kohl und droht, die Vogelscheuchen zu verbrennen, sollten sie nicht nützlich sein. Als die beiden das hören, beschließen sie, auszuwandern. Matrjona klagt unterdessen Mutter Erde ihr Leid, wünscht sie sich doch nichts sehnlicher als eine kleine Tochter. Mutter Erde erfüllt ihr den Wunsch und zaubert ein kleines Mädchen an Matrjonas Seite. Die wünscht sich, dass das Kind schnell, ja stündlich wachse, und so ist das Wassilissa genannte Kind bald eine junge Frau. Eines Tages erscheint der schwarze Zauberer, der das Glück der Menschen nicht ertragen kann, und schenkt Matrjona für ihre Tochter eine Truhe, in der sich ein Hochzeitskleid befindet. Winkt sie mit einem Ärmel und spricht einen Wunsch aus, erfüllt sich dieser ein einziges Mal. Matrjona weist Wassilissa an, die Truhe niemals zu öffnen.
Wassilissa lernt den schönen Schmied Iwan kennen und lieben. Als er sie zum Tanz einlädt und Matrjona außer Haus ist, öffnet Wassilissa die Truhe und zieht das Kleid an. Beim Fest angekommen, sieht sie, wie Iwan einer anderen Frau schöne Augen macht und wünscht sich in ihrer Eifersucht, dass er nie wieder eine andere ansehen möge. Ihr Wunsch geht in Erfüllung und Iwan erblindet. Der schwarze Zauberer sagt ihr, dass nur das Wasser des Lebens Iwan das Augenlicht zurückgeben kann. Wassilissa müsse, um an das Wasser zu kommen, drei Prüfungen bestehen, in denen sie einmal nicht vergessen darf, einmal sich selbst vergessen muss und einmal bereit sein muss, ihr Leben zu geben. Wassilissa willigt ein.
Gemeinsam mit Iwan begibt sie sich auf die Suche nach dem Wasser des Lebens. Sie trifft auf einen Waldschrat, der vorgibt, den Weg zum Wasser des Lebens zu kennen und Iwan in eine Höhle schickt, die er versperrt. Er will Wassilissa mit Musik vergessen machen, doch erinnert sie sich an Iwan und kann den Zauber brechen. Iwan und Wassilissa finden sich im Wald wieder und treffen hier auf die beiden Vogelscheuchen, die sich auf ihrer Flucht verirrt haben. Die Vogelscheuchenfrau und der Vogelscheuchenmann schließen sich den beiden an. Sie treffen auf eine schöne Frau in einem Schloss, die sie zum Essen einlädt. Auch sie gibt vor, den Weg zum Wasser des Lebens zu kennen. Wassilissa solle jedoch bereit sein, ihr für das Wasser Iwan zu geben. Sie dürfe keinen Ton von sich geben, egal was sie tue. Wassilissa stimmt zu und die Frau spricht nun in Wassilissas Stimme zu Iwan, gesteht ihm ihre Liebe und will den Blinden verführen. Die Vogelscheuchen jedoch weisen Iwan zurecht, weil er mit einer fremden Frau flirtet, und der Zauber bricht. Wassilissa hat so auch die zweite Prüfung bestanden. Sie und Iwan kommen zum Wasser des Lebens, das aus einem tiefen Brunnen über ein Rad an das Tageslicht geholt werden muss. Das Drehen des Rades wird von Glockenschlägen begleitet, ein jeder lässt den Menschen am Brunnenrad um ein Lebensjahr altern. Zahlreiche alte Männer weilen bereits unmittelbar beim Brunnen und haben vergeblich versucht, an das Wasser des Lebens zu kommen. Iwan dreht das Rad, bis der Eimer an der Oberfläche ist, doch stürzen sich alle Männer auf das Wasser, sodass der Eimer zurück auf den Brunnenboden sinkt. Iwan ist über das Drehen des Rades alt geworden. Wassilissa versucht nun, den Eimer nach oben zu holen und ergraut über dem Drehen. Mit letzter Kraft kann sie den Eimer mit dem Wasser des Lebens halten und Iwan wäscht sein Gesicht. Er wird wieder jung und kann sehen, das Wasser jedoch versiegt nach seiner Waschung. Wassilissa stirbt und Iwan trägt sie zurück ins Dorf. Hier bittet Matrjona Mutter Erde, ihrer Tochter das kaum gelebte Leben zurückzugeben und Mutter Erde erfüllt ihr auch diesen Wunsch.

## Produktion
Das Geschenk des schwarzen Zauberers erlebte im Januar 1979 seine Premiere in der Sowjetunion. Der Film kam am 23. September 1979 erstmals auf DFF 2 im Fernsehen der DDR und wurde am 8. Februar 1980 auch im Kino der DDR gezeigt. 1995 erschien er auf Video. Icestorm veröffentlichte den Film im Februar 2005 im Rahmen der Reihe Die schönsten Märchenklassiker der russischen Filmgeschichte auf DVD.

## Synchronisation
Den Dialog der DEFA-Synchronisation schrieb Hannelore Grünberg, die Regie übernahm Freimut Götsch.
| Rolle         | Darsteller           | Synchronsprecher |
| ------------- | -------------------- | ---------------- |
| Wassilissa    | Jelena Kondratjewa   | Heidemarie Gohde |
| Iwan          | Boris Schtscherbakow | Thomas Schneider |
| Matrjona      | Larissa Danilina     | Käte Koch        |
| Vogelscheuche | Lija Achedschakowa   | Elke Wieditz     |
| Vogelscheuche | Wiktor Sergatschow   | Hasso Billerbeck |